# Лейдер Олександр Сергійович
Олекса́ндр Сергі́йович Ле́йдер — молодший сержант Збройних сил України, учасник російсько-української війни.

## Нагороди
За особисту мужність і високий професіоналізм, виявлені у захисті державного суверенітету та територіальної цілісності України, вірність військовій присязі нагороджений орденом «За мужність» III ступеня (6.1.2016).